# Лангенбернсдорф
Лангенбернсдорф (њем. Langenbernsdorf) општина је у њемачкој савезној држави Саксонија. Једно је од 33 општинска средишта округа Цвикау. Према процјени из 2010. у општини је живјело 3.903 становника. Посједује регионалну шифру (AGS) 14524140.

## Географски и демографски подаци
Лангенбернсдорф се налази у савезној држави Саксонија у округу Цвикау. Општина се налази на надморској висини од 280 метара. Површина општине износи 36,4 km². У самом мјесту је, према процјени из 2010. године, живјело 3.903 становника. Просјечна густина становништва износи 107 становника/km².